# Jindřich z Isernie
Jindřich z Isernie, po česku Jindřich Vlach, († asi po roce 1301) byl notář a protonotář české královské kanceláře v druhé polovině 13. století (nepochybně za Přemysla Otakara II.), autor formulářových sbírek a propagátorem diktaminované rétoriky italského původu. Existuje jistý spor, jestli notář Jindřich a autor formulářových sbírek Jindřich z Isernie je jedna, nebo dvě osoby.

## Nejasnosti ohledně životopisu: jeden či dva Jindřichové
Vzhledem k skrovným životopisným údajům o této osobě, vyvstala přinejmenším od 19. století otázka, zdali se pod stejně znějícím jménem Jindřich neskrývá pro období druhé poloviny 13. století více osob víceméně podobného zaměření.
Dlouho se mělo za to, že se jedná o dvě osoby, naposledy a s největší vahou obhajoval tuto teorii J. B. Novák. Jednou osobou měl být Jindřich z Isernie, který je doložen v Praze od roku 1271, založil školu rétoriky při vyšehradské kapitulní škole a sepsal sbírku diktamin, poslední zmínka o něm je roku 1278. Především z jeho diktamin (formulářových sbírek) vyplynulo, že to měl být Ital, který odtamtud dobrodružně utekl, nejspíš to měl být laik. Druhou postavou má být notář (posléze protonotář) doložený prokazatelně od roku 1273 v královské kanceláři Přemysla Otakara II. Mělo by se jednat o kněze, který získal faru (plebánii) v rakouském Garsu. Po Přemyslově smrti nejspíše dále působil v diplomatických službách za posledních Přemyslovců.
Spojit životopisy těchto dvou osob se poprvé snažil František Palacký, největší váhu získalo sjednocení na základě diplomatického rozboru přemyslovských listin Sáši Duškové a Jindřicha Šebánka. Tyto závěry byly vesměs přijaty českou historiografií, byť autoři připouští, že otázka možná není definitivně uzavřená a zcela nebyly přijaty ani nečeskou historiografií.